# Microdorcadion laosense
Microdorcadion laosense är en skalbaggsart som beskrevs av Stefan von Breuning 1950. Microdorcadion laosense ingår i släktet Microdorcadion och familjen långhorningar.
Artens utbredningsområde är Laos. Inga underarter finns listade i Catalogue of Life.